# 정다면체
정다면체(正多面體, 영어: Platonic solid) 또는 플라톤의 다면체는 볼록 다면체 중에서 모든 면이 합동인 정다각형으로 이루어져 있으며, 각 꼭짓점에서 만나는 면의 개수가 같은 도형을 말한다. 무수히 많이 존재할 수 있는 정다각형과는 다르게 정다면체는 아래의 5종류만이 존재한다.

## 종류
변의 길이를 a로 하여 정삼각형, 정사각형, 정오각형을 조합하여 만들어지는 정다면체의 종류는 다음과 같다.
| 이름       | 그림 | 면의 모양 | 면의 개수 | 변의 개수 | 꼭짓점의 개수 | 한 꼭짓점에서 만나는 면의 수 | 겉넓이                                                                             | 부피                                                                               | 대칭군 |
| ---------- | ---- | --------- | --------- | --------- | ------------- | ---------------------------- | ---------------------------------------------------------------------------------- | ---------------------------------------------------------------------------------- | ------ |
| 정사면체   |      | 정삼각형  | 4         | 6         | 4             | 3                            | {\displaystyle {\sqrt {3}}a^{2}} {\displaystyle \simeq 1.732a^{2}}                 | {\displaystyle {{\sqrt {2}} \over 12}a^{3}} {\displaystyle \simeq 0.118a^{3}}      | Td     |
| 정육면체   |      | 정사각형  | 6         | 12        | 8             | 3                            | {\displaystyle 6a^{2}\,}                                                           | {\displaystyle a^{3}\,}                                                            | Oh     |
| 정팔면체   |      | 정삼각형  | 8         | 12        | 6             | 4                            | {\displaystyle 2{\sqrt {3}}a^{2}} {\displaystyle \simeq 3.464a^{2}}                | {\displaystyle {{\sqrt {2}} \over 3}a^{3}} {\displaystyle \simeq 0.471a^{3}}       | Oh     |
| 정십이면체 |      | 정오각형  | 12        | 30        | 20            | 3                            | {\displaystyle 3{\sqrt {25+10{\sqrt {5}}}}a^{2}} {\displaystyle \simeq 20.65a^{2}} | {\displaystyle {15+7{\sqrt {5}} \over 4}a^{3}} {\displaystyle \simeq 7.663a^{3}}   | Ih     |
| 정이십면체 |      | 정삼각형  | 20        | 30        | 12            | 5                            | {\displaystyle 5{\sqrt {3}}a^{2}} {\displaystyle \simeq 8.660a^{2}}                | {\displaystyle {5 \over 12}(3+{\sqrt {5}})a^{3}} {\displaystyle \simeq 2.182a^{3}} | Ih     |

오로지 다섯 개의 정다면체만 존재한다는 것은 다음과 같이 증명할 수 있다.
1. 다면체에서 최소한 세 개의 면이 있어야 하나의 꼭짓점이 만들어진다.
2. 이때 각 꼭지각의 합은 360보다 작아야 한다.
3. 다면체를 구성하는 면은 모두 합동이므로 각 꼭지각의 크기는 같다. 한편 이런 꼭지각이 최소한 세 개로 구성되므로 모든 꼭지각의 크기는 360°/3=120° 보다 작아야 한다.
4. 내각의 크기가 120°보다 작은 정다각형은 정삼각형 · 정사각형 · 정오각형 뿐이다.
  - 정삼각형: 내각의 크기가 60°이므로, 하나의 꼭짓점에 모일 수 있는 삼각형면의 개수는 3개 · 4개 · 5개이다. 이것은 각각 정사면체 · 정팔면체 · 정이십면체에 해당한다.
  - 정사각형: 내각의 크기가 90°이므로, 하나의 꼭짓점에 모일 수 있는 사각형면의 개수는 3개이다. 이것은 정육면체에 해당한다.
  - 정오각형: 내각의 크기가 108°이므로, 하나의 꼭짓점에 모일 수 있는 오각형면의 개수는 3개이다. 이것은 정십이면체에 해당한다.

## 역사

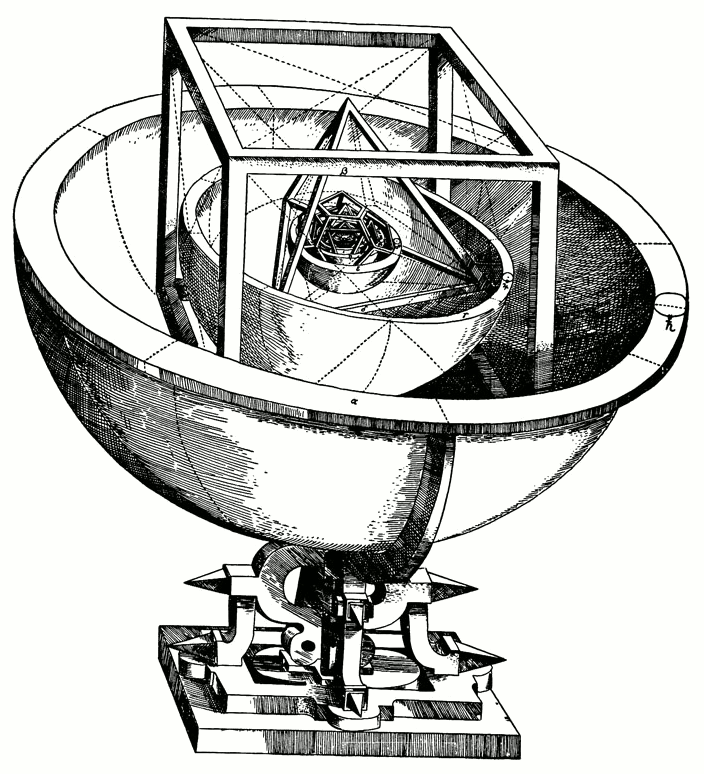
케플러의 정다면체 모형
《Mysterium Cosmographicum》 (1596)

플라톤의 다면체는 고대부터 알려져 왔다. 플라톤이 살던 시기보다 최소 1000년 전의 스코틀랜드의 후기 신석기시대 사람들에 의해 만들어진 돌로 조각된 공들에서 정다각형 형태를 찾아볼 수 있다. 플라톤의 다면체의 전조인 주사위의 유래는 문명의 발전 이전으로 거슬러 올라간다.
고대 그리스인들은 플라톤의 다면체에 대해 광범위하게 연구했다. 몇몇 자료들은 플라톤의 다면체 발견이 피타고라스의 업적이라고 간주하기도 한다. 다른 자료들은 피타고라스가 오직 4면체, 6면체, 12면체에만 정통했고, 8면체와 20면체의 발견은 플라톤과 동시대의 사람인 테아이테토스(Theaetetus)의 공이라고 암시한다. 어쨌든, 테아이테토스는 5개의 정다면체에 대한 수학적인 묘사를 제공했고, 그 외의 다른 정다면체는 없다는 최초의 알려진 증명을 한 사람이라고 알려져 있다.
플라톤의 다면체들은 특히 그의 철학에 중요한 역할을 한다. 플라톤은 이들 다면체들에 대해 티마이오스(Timaeus c.260 B.C.)에 기술하면서 각각을 고전적인 4원소에 대응시켰다(흙, 공기, 물, 그리고 불).
흙은 6면체와, 공기는 8면체와, 물은 20면체와, 불은 4면체와 대응시켰다. 이러한 대응은 매우 직관적으로 정당화되는데, 예를 들면, 불이 내뿜은 열기가 매우 날카롭고 찌를 듯하기 때문에 4면체에 대응시켰고, 물은 작은 공으로 이루어진 것처럼 손으로 들어올리려 하면 흘러내리기 때문에 20면체로 표현했다. 반면에, 구형처럼 보이지 않는 6면체는 흙을 나타냈다. 더욱이 흙의 단단함은 유클리드 공간을 모자이크식으로 메울 수 있는 유일한 정다면체가 6면체이기 때문이라고 믿어졌다. 5번째 플라톤의 다면체인 정 12면체에 대해 플라톤은 모호하게 "천국의 별자리들을 정렬시킨다.."라고 언급하였고, 아리스토텔레스도 5번째 원소에 대해 "ether"라고 언급하면서 천국이 이 물질로 이루어졌다고 했지만, 이를 플라톤의 다면체와 연결시키는 데는 흥미가 없었다.
유클리드는 그의 책 《원론(Elements)》에서 플라톤의 다면체에 대해 완벽한 수학적 기술을 해두었다. 원론의 마지막권은 정다면체에 관한 정리들로 이루어져 있다. 마지막권 정리 13-17은 정다면체들의 순서대로 구조를 설명한다. 각각의 정다면체들에 대해 외접원의 반지름의 비를 구해 두었다. 18번 정리에서 그는 이 5개의 정다면체 이외의 정다면체는 존재하지 않는다고 주장한다.  그 마지막책의 많은 정보가 아마도 테아이테토스의 업적으로부터 온것으로 보인다.
16세기에 독일의 천문학자 케플러는 당시 알려져 있던 지구 밖 5개의 행성들과 플라톤의 다면체와의 관계를 찾기 위해 노력했다. 1596년 출간된 그의 책 《Mysterium Cosmographicum》에서 케플러는 5개의 정다면체가 내접원과 외접으로 둘러쌓인 태양계의 모델을 제시했다. 6개의 구들은 각각 행성들에 대응한다.(수성, 금성, 지구, 화성, 목성, 토성) 다면체들은 가장 안쪽에서부터 정팔면체, 정이십면체, 정십이면체, 정사면체, 정육면체 순이다. 이런 식으로, 태양계의 구조와 행성간의 거리관계는 플라톤의 다면체에 의해 기술되었다. 결국에, 케플러의 초기 아이디어는 파기되었지만, 그의 연구를 통해 행성의 궤도가 원이라기 보다 타원에 가까운것임이 밝혀졌고, 케플러의 법칙을 발견함으로써, 물리와 천문학의 판도를 바꾸었다. 거기다 케플러의 다면체도 발견하였다.

## 같이 보기
- 아르키메데스의 다면체
- 카탈랑의 다면체
- 델타다면체
- 존슨의 다면체
- 정다포체